# Placówka Straży Granicznej I linii „Drawsko”
Placówka Straży Granicznej I linii „Drawsko” – jednostka organizacyjna Straży Granicznej pełniąca służbę ochronną na granicy polsko-niemieckiej w okresie międzywojennym.

## Geneza
Na wniosek Ministerstwa Skarbu, uchwałą z 10 marca 1920 roku, powołano do życia Straż Celną. Od połowy 1921 roku jednostki Straży Celnej rozpoczęły przejmowanie odcinków granicy od pododdziałów Batalionów Celnych. Proces tworzenia Straży Celnej trwał do końca 1922 roku. Placówka Straży Celnej „Drawsko” weszła w podporządkowanie komisariatu Straży Celnej „Piłka” z Inspektoratu SC „Międzychód”.

## Formowanie i zmiany organizacyjne
Rozporządzeniem Prezydenta Rzeczypospolitej Polskiej Ignacego Mościckiego z 22 marca 1928 roku, do ochrony północnej, zachodniej i południowej granicy państwa, a w szczególności do ich ochrony celnej, powoływano z dniem 2 kwietnia 1928 roku  Straż Graniczną.
Rozkazem nr 3 z 25 kwietnia 1928 roku w sprawie organizacji Wielkopolskiego Inspektoratu Okręgowego dowódca Straży Granicznej gen. bryg. Stefan Pasławski określił strukturę organizacyjną komisariat SG „Piłka”. Placówka Straży Granicznej I linii „Drawsko” znalazła się w jego strukturze.
Rozkazem nr 11 z 9 stycznia 1930 roku reorganizacji Wielkopolskiego Inspektoratu Okręgowego komendant Straży Granicznej płk Jan Jur-Gorzechowski ustalił numer i nową organizację komisariatu Komisariat SG „Wieleń”. Placówka SG „Drawsko” weszła w jego skład.

## Służba graniczna
Na wschodzie punktem początkowym granicy placówki była śluza na Noteci nr 21 z kamieniem granicznym F 019. Następnie granica biegła polną drogą do miejscowości Żelazna Huta, i dalej do skrzyżowania drogi Drawski Młyn – Pęckowo z drogą Drawsko – Potrzebowice. Natomiast granica zachodnia ciągnęła się od miejscowości Pęckowo do leśnictwa Łężno, następnie polną drogą do szosy Drawsko – Chełst i dalej tą szosą dwa i pół kilometra w stronę miejscowości Chełst, aby skręcić na zachód w stronę granicy państwa do kamienia granicznego F 033.
Placówka obsługiwała drogowe przejście graniczne na trasie do Krzyża Wielkopolskiego.
Sąsiednie placówki
- placówka Straży Granicznej I linii „Drawski Młyn” ⇔ placówka Straży Granicznej I linii „Chełst” − 1928

## Kierownicy/dowódcy placówki
| stopień    | imię i nazwisko   | okres pełnienia służby | kolejne stanowisko |
| ---------- | ----------------- | ---------------------- | ------------------ |
| przodownik | Józef Wybieralski |                        |                    |
| przodownik | Ludwik Mrozek     |                        |                    |